# Göte Arnbring
Göte Elvior Arnbring, född 3 mars 1919 i Malmö, död 10 december 1993 i Malmö S:t Johannes församling, var en svensk skådespelare och dansare.
Arnbring är gravsatt i minneslunden på Limhamns kyrkogård.

## Filmografi
- 1943 – En melodi om våren
- 1944 – Dolly tar chansen
- 1945 – Trav, hopp och kärlek
- 1952 – Önskedrömmen
- 1952 – Arne Domnérus spelar (kortfilm)
- 1957 – Rock'n'Roll

## Teater

### Roller
| År   | Roll         | Produktion                                                                      | Regi             | Teater                  |
| ---- | ------------ | ------------------------------------------------------------------------------- | ---------------- | ----------------------- |
| 1942 |              | Mazurka (Polnische Hochzeit) Joseph Beer, Fritz Löhner-Beda, Alfred Grünwald    | Karl Kinch       | Skansens friluftsteater |
| 1951 | Bill Calhoun | Kiss Me, Kate Cole Porter, Samuel Spewack och Bella Spewack                     | Sven Aage Larsen | Oscarsteatern           |
| 1953 |              | Saken är Oscar (Anything Goes) P.G. Wodehouse, Guy Bolton och Cole Porter       | Georg Funkquist  | Oscarsteatern           |
| 1953 | Södra Benny  | Änglar på Broadway (Guys and Dolls) Frank Loesser, Joe Swerling och Abe Burrows | Sven Aage Larsen | Oscarsteatern           |
| 1953 | Tommy Keeler | Annie get your gun Irving Berlin, Dorothy Fields och Herbert Fields             | Sven Aage Larsen | Oscarsteatern           |
| 1955 | Medverkande  | Club 13:s nojsfält, revy Gösta Severin                                          | Göte Arnbring    | Nya Teatern             |
| 1955 | Medverkande  | C:55, revy Stig Bergendorff och Gösta Bernhard                                  | Gösta Bernhard   | Casinoteatern           |
| 1956 | Tommy Keeler | Annie Get Your Gun Irving Berlin, Dorothy Fields och Herbert Fields             | Ivo Cramér       | Malmö Stadsteater       |

### Regi
| År   | Produktion               | Upphovsmän    | Teater      |
| ---- | ------------------------ | ------------- | ----------- |
| 1955 | Club 13:s nojsfält, revy | Gösta Severin | Nya Teatern |

### Fotnoter
1. ↑  ”Göte Arnbring”. Svensk Filmdatabas. http://www.sfi.se/sv/svensk-filmdatabas/Item/?type=PERSON&itemid=61873&ref=%2ftemplates%2fSwedishFilmSearchResult.aspx%3fid%3d1225%26epslanguage%3dsv%26searchword%3dG%C3%B6te+Arnbring%26type%3dPerson%26match%3dBegin%26page%3d1%26prom%3dFalse. Läst 24 september 2012.
2. ↑  SvenskaGravar
3. ↑  ”Kiss me, Kate”. Musikverket. http://calmview.musikverk.se/CalmView/Record.aspx?src=CalmView.Performance&id=PERF25016&pos=85. Läst 9 juni 2015.
4. ↑  ”Teater Musik Film”. Dagens Nyheter:  s. 15. 21 maj 1953. http://arkivet.dn.se/arkivet/tidning/1953-05-21/135/13. Läst 11 juli 2015.
5. ↑  ”Änglar på Broadway”. Musikverket. http://calmview.musikverk.se/CalmView/Record.aspx?src=CalmView.Performance&id=PERF25010&pos=176. Läst 12 juni 2015.
6. ↑  Hl (15 november 1953). ”Annie tillbaka på Oscars”. Dagens Nyheter:  s. 20. http://arkivet.dn.se/arkivet/tidning/1953-11-15/310/20. Läst 31 augusti 2015.
7. 1 2  ”Tidningsnotis”. Dagens Nyheter:  s. 15. 9 juni 1955. https://arkivet.dn.se/tidning/1955-06-09/11161-153/15. Läst 15 juli 2025.
8. ↑  ”Teaterannons”. Dagens Nyheter:  s. 33. 9 september 1955. https://arkivet.dn.se/tidning/1955-09-09/244/33. Läst 4 september 2020.
9. ↑  Sven Barthel (10 juni 1955). ”Club 13:s nöjesfält”. Dagens Nyheter:  s. 14. https://arkivet.dn.se/tidning/1955-06-10/11161-154/14. Läst 15 juli 2025.
10. ↑  ”Annie Get Your Gun”. Musikverket. http://calmview.musikverk.se/CalmView/Record.aspx?src=CalmView.Performance&id=PERF19823&pos=3. Läst 15 juni 2015.
11. ↑  ”Club 13:s nojsfält”. Musik- och Teaterbiblioteket. https://calmview.musikverk.se/CalmView/Record.aspx?src=CalmView.Performance&id=PERF14238&pos=1016. Läst 15 juli 2025.